# ديمتريوس أغرافانيس
ديمتريوس أغرافانيس (باليونانية: Δημήτρης Αγραβάνης) مواليد 20 ديسمبر 1994 في ماروسي، أثينا، اليونان، هو لاعب كرة سلة يوناني. بدأ مسيرته الاحترافية في سنة 2010. تم اختياره من قبل فريق أتلانتا هوكس خلال الدرافت. يحمل الرقم 10. يبلغ طوله 6 قدم 10 بوصة (2.1 م). لعب مع نادي بانيونيس لكرة السلة ونادي أولمبياكوس لكرة السلة.

## الإنجازات
- كأس القارات لكرة السلة : (2013)
- الدوري اليوناني لكرة السلة : (2014–15، 2015-16)

## روابط خارجية
- ديمتريوس أغرافانيس على موقع الاتحاد الدولي لكرة السلة (الإنجليزية)
- ديمتريوس أغرافانيس على موقع الدوري الأوروبي لكرة السلة (الإنجليزية)
- ديمتريوس أغرافانيس على موقع سبورتس رفرنس (الإنجليزية)
- ديمتريوس أغرافانيس على موقع كرة السلة الأوروبية.كوم (الإنجليزية)
- ديمتريوس أغرافانيس على موقع DraftExpress.com (الإنجليزية)
- ديمتريوس أغرافانيس على موقع ريلجم (الإنجليزية)
- ديمتريوس أغرافانيس على موقع بروبوليرز (الإنجليزية)
- ديمتريوس أغرافانيس على موقع سبورتس رفرنس (الإنجليزية)